# Eddie Jackson
Eddie Jackson (né le 29 janvier 1961 à Robstown au Texas) est le bassiste du groupe de metal progressif Queensrÿche. Il fait partie du groupe depuis sa création en 1981.